# 艾蒙度·艾維斯·迪蘇沙·尼圖
艾蒙度·艾維斯·迪·蘇沙（Edmundo Alves de Souza Neto，1971年4月2日—），前巴西足球運動員，司職前鋒，現已退役。

## 生平
艾蒙度早年由巴西球會華斯高打起，曾輾轉投效多家巴西頂級球會，諸如法林明高、哥連泰斯、山度士等等，贏過不少國內比賽冠軍。他以技術稱著，能在一場比賽裡連入六球。不過他亦以脾氣暴躁見稱，曾有動手打鬥紀錄，又常因此獲領紅牌，故「野獸」稱號遂不脛而走。他早在1993年已入選國家隊出賽，但未有出戰1994年世界杯。
1997年艾蒙度首次到海外踢球，效力的是意甲球會費倫天拿。雖然偶有進帳，但兩季總共也不過出賽37場，而他亦以態度囂張稱著意甲。如1998-99年球季費倫天拿正處於意甲聯賽榜首，但到季中突然兵源短缺，首席射手巴迪斯圖達因傷未能出賽。在人手緊張下艾蒙度卻私自回國參加森巴嘉年華會，結果球會主教練公開指責艾蒙度不負責任，沒有把球會放在第一位。而是次事件亦令費倫天拿遭到逼平，最終失去聯賽榜首位置。翌季艾蒙度隨即離開意大利，回到巴西重新加盟華斯高。
這段期間艾蒙度入選了國家隊出賽1998年世界杯，不過他上陣時間不多，也沒有甚麼貢獻。而由意大利回國後，艾蒙度亦斷斷續續地轉會，其中包括了一些日本球會。而國家隊則在2000年以後已再沒有入選。
2003年他再一次返回巴西聯賽，經歷轉會多次，於2006年轉投到彭美拉斯。然而由於年事已高，2007年離開彭美拉斯時，曾有一段時間沒球會接洽。其後再回到華斯高一季，至2009年離開。

## 榮譽
- 巴西聯賽冠軍：1993、1994、1997